# Pavel Molek
Pavel Molek (* 23. dubna 1980 České Budějovice) je český právník se zaměřením na ústavní a správní právo. Působí jako soudce Nejvyššího správního soudu v Brně.

## Život
Pochází z jihočeského Lišova a stále se cítí být Jihočechem (trvalý pobyt v Brně si zřídil až po téměř 20 letech pobytu tam). Vystudoval politologii a mezinárodní vztahy a evropská studia na Fakultě sociálních studií MU a právo na Právnické fakultě MU. Roku 2009 disertační prací Právní pojem „pronásledování“ v souvislostech evropského azylového práva zakončil doktorská studia v oboru mezinárodního práva veřejného a v roce 2015 se na Masarykově univerzitě habilitoval v oboru ústavního práva a státovědy. V mezidobí absolvoval roční studijní program LL.M. na Universidade Católica v Lisabonu, kde stále pravidelně přednáší, hostoval také na řadě dalších univerzit ve světě. Molek si na život v Lisabonu vydělal prací pro rozhlas, investici do tohoto studia považuje za nejlepší ve svém životě. Hlavní akademickou činnost ale vyvíjí na domovské právnické fakultě v Brně, kde zahájil samostatnou výuku lidských práv. Přednáší i na Justiční akademii a byl členem Legislativní rady vlády. V letech 2003–2013 byl také asistentem Vojtěcha Šimíčka na Nejvyšším správním soudu, kde se mj. angažoval pořádáním konferencí a vedením asistentů zpracovávajících judikaturu, a poté asistentem Kateřiny Šimáčkové na Ústavním soudu. 10. listopadu 2015 byl jmenován soudcem Nejvyššího správního soudu.
Odborně se věnuje zejména lidským právům, otázkám azylu, volebnímu soudnictví nebo správnímu trestání. Je autorem nebo spoluautorem několika monografií (např. Soudní přezkum voleb, Komunistické právo v Československu, Právo na spravedlivý proces či Politická práva) a desítek odborných článků publikovaných např. v časopise Soudní rozhledy. Ve svých pracích s oblibou cituje světovou beletrii a odborný text prokládá historkami a poznámkami na okraj. Kromě toho spolupracuje s Českým rozhlasem, jeho dramatický debut zde znamenala hra Má protentokrát obsazená vlast, jejíž děj se odehrává v červnu 1939 během zkoušky cyklu Smetanových symfonických básní Má vlast.